# زنفت
زنفت (بالفارسية: زنفت) هي قرية تقع في قسم صفي آباد الريفي (مقاطعة إسفراين) في إيران. يقدر عدد سكانها بـ 259 نسمة بحسب إحصاء 2016.